# Civic Duty
Civic Duty is een Brits-Amerikaans-Canadese dramatische film uit 2006. Het verhaal speelt zich af in de marge van de strijd tegen terrorisme in de periode na de terroristische aanslagen op 11 september 2001.

## Verhaal
In de post-11 september-wereld wordt Terry Allen door de media overspoeld door berichten over terreuraanslagen en de strijd ertegen (de film toont ook beelden van de toenmalige Amerikaanse president George W. Bush). Als kort nadat hij zijn werk verliest een Arabische man een nabijgelegen appartement betrekt, raakt hij ervan overtuigd dat die man een terrorist is en begint hij hem nauwlettend in de gaten te houden.
Terry deelt zijn bezorgdheid ook met zijn vrouw Marla, maar die denkt dat hij spoken ziet. Als Terry ook de FBI erbij haalt vertrekt ze. Terry wordt intussen ook door FBI-agent Tom Hilary aangemaant zich niet langer met zijn buurman — Gabe Hassan — te bemoeien.
Overtuigd van zijn gelijk klopt Terry uiteindelijk bij zijn buurman aan, haalt een revolver tevoorschijn en knevelt de man. Hij probeert hem te dwingen toe te geven dat hij een terrorist is, maar Hassan blijft volhouden dat hij een student is wiens studies door een Islamitische hulporganisatie gefinancierd worden. Marla haalt er echter de politie bij die Terry ten slotte arresteert.
Terry wordt geïnterneerd als blijkt dat hij reeds in het verleden waanbeelden en woedeaanvallen kreeg. In de instelling krijgt hij medicatie waardoor hij geen aandacht meer schenkt aan de mediaberichtgeving over terrorisme. Een bericht over een terreurdaad waarvan Terry bij Hassan schijnbare voorbereidingen had aangetroffen dringt dan ook niet tot hem door.

## Rolbezetting
| Acteur           | Personage   | Opmerkingen            |
| ---------------- | ----------- | ---------------------- |
| Peter Krause     | Terry Allen | Protagonist            |
| Kari Matchett    | Marla Allen | Terry's vrouw          |
| Richard Schiff   | Tom Hilary  | FBI-agent              |
| Khaled Abol Naga | Gabe Hassan | Terry's nieuwe buurman |

## Prijzen en nominaties
Civic Duty won de volgende prijs:
- Canadian Society of Cinematographers Awards 2008: CSC Award beste cinematografie in een bioscoopfilm voor Dylan MacLeod.

De film haalde voorts de nominatie binnen voor:
- Leo Awards 2007: Leo beste geluidsmontage in een bioscoopdramafilm voor Gashtaseb Ariana.